# Thoth
| G26 | t · Z4 |

| G26 | t · Z4 |

Thoth eller Tahuti, er i den ægyptiske mytologi gud over visdom og skrivekunst samt byen Khmun. Han blev også betragtet som en månegud.
Thoth havde hovedet fra en Ibis. Af og til blev han afbildet som en bavian. Han tjente som en loyal talsmand og hjælper af Osiris og beskyttede ham mod angreb fra Seth, og hjalp Isis med at genoplive Osiris som konge af underverdenen. Han hjalp også til med at gemme Horus fra Seth indtil han var blevet voksen, han hjalp ham derefter med at genvinde Horus' arv. 
Thoth assisterede herefter Osiris med alle dem som kom og søgte indgangen til underverdenen. Thoth blev betydningsfuld for dem som søgte hans hjælp til at bevise deres uskyld. Thoths præster forøgede hans omdømme som troldmand og påstod at han havde adgang til alle trylleformularer som gav ham herredømme over naturen og selveste guderne.
Nogle mennesker (deriblandt Platon) mener, at det var Thoth, som opfandt geometrien og de egyptiske hieroglyffer. Han var den mystiske gud af dem alle og horus frygtede ham som lille, da Thoth kom hjem til ham og gemte ham hos sig selv. 
Han overgik senere til den græske gud Hermes Trismegistos (Hermes den trefoldige) sammen med den græske budbringergud Hermes.[kilde mangler]